# Skuhrov (Počepice)
Skuhrov je malá vesnice, část obce Počepice v okrese Příbram ve Středočeském kraji. Nachází se asi jeden kilometr východně od Počepic. Je zde evidováno 33 adres. V roce 2011 zde trvale žilo čtyřicet obyvatel.
Skuhrov leží v katastrálním území Skuhrov u Počepic o rozloze 1,75 km².

## Historie
První písemná zmínka o vesnici pochází z roku 1542.

## Obyvatelstvo
| Rok            | 1869 | 1880 | 1890 | 1900 | 1910 | 1921 | 1930 | 1950 | 1961 | 1970 | 1980 | 1991 | 2001 | 2011 | 2021 |
| -------------- | ---- | ---- | ---- | ---- | ---- | ---- | ---- | ---- | ---- | ---- | ---- | ---- | ---- | ---- | ---- |
| Počet obyvatel | 189  | 226  | 200  | 159  | 126  | 154  | 132  | 116  | 107  | 101  | 73   | 68   | 57   | 40   | 34   |
| Počet domů     | 25   | 27   | 30   | 30   | 28   | 28   | 27   | 31   | 31   | 28   | 23   | 27   | 26   | 26   | 27   |

## Pamětihodnosti
- Návesní kaple.[8]